# Scharfe Lanke
Die Scharfe Lanke ist eine Bucht der Havel im Berliner Ortsteil Wilhelmstadt. Sie liegt westlich der Havel, im Norden begrenzt durch die Heerstraße; den östlichen Rand bildet die Halbinsel Pichelsdorf. Die Scharfe Lanke ist im Westen begrenzt durch die Haveldüne, im Süden ragt das Weinmeisterhorn. Sie ist bis zu 4,5 Meter tief.
Der verbreitete Gewässername Lanke ist polabischer Herkunft und bezeichnet u. a. Ausbuchtungen von stehenden Gewässern sowie sumpfige Wiesen, was die Gegebenheiten an der Scharfen Lanke gut zusammenfasst. Scharf hat hier die Bedeutung „in eine Spitze auslaufend“.
An der Scharfen Lanke befinden sich mehrere Ruder- und Segelvereine, u. a. die ATV Arminia-Cheruscia Berlin, dem Akademischen Segler-Verein (ASV), der Spandauer Yacht-Club, der Segler Club Gothia e. V., die Ruder-Union Arkona, der Ruderclub Dresdenia e. V. oder die Rudervereinigung Hellas-Titania Berlin e. V. Daneben liegt am Westufer der Scharfen Lanke die Marina Lanke, einer der größten Yachthäfen in Berlin. Er fiel im Jahr 2014 nicht zum ersten Mal einem Großbrand zum Opfer, wurde inzwischen aber wieder saniert.